# Vincent Danilewicz
Vincent Danilewicz, né en 1787 à Minsk et mort le 23 mars 1878 à Jędrzejów, est un militaire polonais, chevau-léger des guerres napoléoniennes. 

## Biographie
Né à Minsk, en Lituanie, il s'engage dans la Grande Armée en tant que chevau-léger.
Il est blessé à la bataille d'Arcis-sur-Aube. 
Lanciers polonais de la Garde impériale, il est honoré du titre de chevalier de Légion d'honneur et décoré de la Médaille de Sainte-Hélène.

## Distinctions
- Médaille de Sainte-Hélène (1821)
- Chevalier de la Légion d'honneur